# TV INES
A TV INES foi um canal de TV brasileiro com conteúdo pioneiro no Brasil: feita para atender a pluralidade de públicos, teve conteúdo 100% acessível à comunidade surda. Ao veicular jornais e programas com Libras, legenda descritiva e locução, a emissora foi pioneira em atender a comunidade surda, que possui sua própria língua oficializada através da lei 10.436 (24/04/2002). A TV INES foi o resultado de uma parceria entra a Roquette Pinto - Comunicação Educativa (chamada anteriormente de ACERP) e o Instituto Nacional de Educação de Surdos (INES).
O Instituto Nacional de Educação de Surdos (INES) decidiu encerrar o contrato com a Associação de Comunicação Educativa Roquette Pinto (ACERP), com isso, a TV INES foi encerrada.

## Objetivo
A TV INES foi fundada em 2013 através de uma parceria entre o Instituto Nacional de Educação de Surdos (INES) e a ACERP com a proposta de disponibilizar conteúdo audiovisual acessível ao público com deficiência audutiva.
A emissora foi uma iniciativa pioneira no Brasil e com poucas similares em todo o mundo, sua programação prioriza a língua brasileira de sinais (Libras), que tem léxico e gramática próprios e distintos da língua portuguesa. Mesmo assim, todo o conteúdo era bilíngue, com legendas e locução em português, para que a programação pudesse integrar surdos e ouvintes.
Segundo dados do Censo de 2010 do IBGE, 95% dos milhões de surdos no Brasil vivem em família de ouvintes. Devido a isso, a inclusão faz parte de todo o processo de construção da TV INES, orientando ações no sentido de integrar os surdos na sociedade.

## Programação
Seu conteúdo exclusivo era bastante diversificado incluindo filmes, notícias, desenhos animados, além de programas esportivos, culturais e sobre tecnologias. Existiam também produções de parceiros que são adaptadas para Libras.
A programação da TV INES era distribuída via satélite para parabólicas (através da banda C do satélite StarOne C1 na frequência 4170 MHz, com symbol rate de 2500, na polarização horizontal, com transmissão digital), TVs a cabo e DTH, também podia ser assistida em TVs conectadas (smart TV), computadores, celulares e tablets.
Todos os apresentadores da TV INES eram surdos e a meta da emissora era capacitar e incluir mais profissionais deficientes auditivos em toda a cadeia de produção da TV INES, para torná-la ainda mais representativa.
Além de educar, a TV INES permitia aos deficientes auditivos estarem de fato informados sobre os acontecimentos da atualidade, oferecendo acesso à cultura e às notícias. No ano de 2014, pela primeira vez no mundo, uma Copa do Mundo teve a cobertura de uma TV voltada para surdos.